# Jacarezinho (kommun)
Jacarezinho är en kommun i Brasilien.   Den ligger i delstaten Paraná, i den södra delen av landet, 800 km söder om huvudstaden Brasília. Antalet invånare är 39 093. Arean är 602 kvadratkilometer.
Terrängen i Jacarezinho är kuperad åt sydost, men åt nordväst är den platt.
Följande samhällen finns i Jacarezinho:
- Jacarezinho

Omgivningarna runt Jacarezinho är huvudsakligen savann. Runt Jacarezinho är det ganska tätbefolkat, med 65 invånare per kvadratkilometer.